# Anette Nantell
Anette Nantell, född 1968, är en svensk fotograf och bildjournalist.
Nantell är anställd på Dagens Nyheter.
År 2021 publicerade hon boken Vaccinet – när Sverige kavlade upp på Bokförlaget Max Ström. Boken skildrar hur Sverige vaccinerade sig mot Covid-19, den största vaccinationskampanjen i svensk historia. På samma tema vann hon även pris i fototävlingen Årets bild 2021, i kategorin Årets Reportage. Hon har prisats fyra gånger tidigare i tävlingen: 2011 i kategorin Svenskt vardagsliv, 2018 i kategorin Kultur och nöje, samt 2020 i kategorierna "Vardagslivsbild inrikes" och "Nyhetsreportage utrikes". År 2022 vann hon Arbetets museums Dokumentärfotopris.